# 四氟乙烯
四氟乙烯，结构式F2C＝CF2，是最简单的全氟烯烃。这种气体主要用于生产氟碳涂料。

## 性质
四氟乙烯是无色无臭的气体。和其它不饱和碳氟化合物一样，四氟乙烯很容易被亲核试剂攻击。它对分解成碳和四氟化碳（CF
4）的反应不稳定，与空气接触可能产生爆炸性的过氧化物。

## 制备
一氯二氟甲烷的热裂解会产生四氟乙烯：
{\displaystyle \mathrm {2\ CHClF_{2}\longrightarrow C_{2}F_{4}+2\ HCl} }
在碳电极之间对四氟甲烷放电，也可以生成四氟乙烯。
{\displaystyle \mathrm {4\ CF_{4}+2\ C\longrightarrow C_{2}F_{4}+2\ C_{2}F_{6}} }

### 实验室制法
制备四氟乙烯的便携安全制法是五氟丙酸钠的热分解：
C2F5CO2Na  →   C2F4  +  CO2  +  NaF
聚四氟乙烯在650—700 °C（1,200—1,290 °F）的真空石英容器中的解聚合是四氟乙烯传统的实验室制法，反应必须注意压力以避免产生全氟异丁烯。聚四氟乙烯在低于5 Torr（670 Pa）的压力下裂化只会产生C2F4。在较高压力下，产物会包含六氟丙烯和八氟环丁烷。

## 用途
用于制造聚四氟乙烯、其他氟橡胶和氟塑料、全氟丙烯，以及新型热塑料、工程塑料和灭火剂等。